# フライジングのオットー

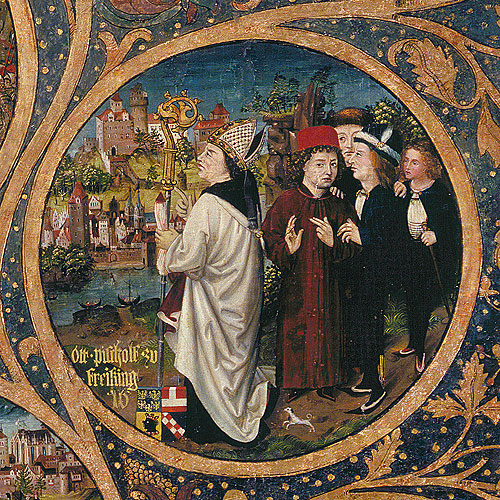
フライジング司教オットー

フライジングのオットー（独: Otto von Freising、1111年または1114年 - 1158年9月22日）は、ドイツの司教、歴史書記者。日本語ではフライジンクのオットー、オットー・フォン・フライジングなどと表記されるが、本項では以降、「オットー」とのみ表記する。

## 生涯
オーストリア辺境伯レオポルト3世の5男として生まれる。レオポルト3世はクロスターノイブルクにクロスターノイブルク修道院を設立し、その基金によってオットーをパリへ留学させた。1132年、オットーはパリでの留学を終えての帰路にて立ち寄ったモリモン修道院に魅せられ、その場でシトー会に入会し、同行していた15名の貴族も巻き添えにモリモン修道院で生活することにしてしまった。息子が帰ってこないので困ったレオポルト3世はなんとか呼び戻そうと、またオットーの影響も受けハイリゲンクロイツ修道院を1135年に創設した。しかし既にオットーはモリモン修道院の院長に収まっており（1136年）、結局帰郷するのは1138年になってからで、帰郷するとそのままフライジング司教の任に着いた。オットーは1143-46年に1つの著名な書物を書き上げた。後述の「年代記」である。1147年には第2回十字軍にも参加し、エルサレムにも行った。1158年9月22日、モリモン修道院で死去した。オットーの聖遺物はハイリゲンクロイツ修道院におさめられている。

## 著作
オットーの著作で特筆されるものは「年代記」と「フリードリヒ1世伝」である。1143年-1146年にかけて執筆された「年代記」は「二つの国の歴史」とも呼ばれ、アウグスティヌスの影響が見られる。原題はChronica sive Historia de duabus Civitatibus 『二つの国の年代記あるいは歴史』で、「二つの国」とは「天の国」と「地の国」を示す。「フリードリヒ1世伝」はオットーの生存中には未完であったが、死後の1160年に宮廷礼拝堂司祭ラーエウィンによって完成をみた伝記で、シュタウフェン家とフリードリヒ1世について記述されている。原題はGesta Frederici 『フリードリヒの事績』。